# 姚德勝
姚德勝（1859年—1915年），又名克明，字峻修，客家人。是馬來西亞著名企業家，馬來西亞霹靂州怡保新街場的主要開拓者。梅州八賢之一。

## 生平
姚德勝於清咸豐十一年出生於廣東省平遠縣大柘鄉，家境清貧，以務農為生19歲時，姚德勝遠赴新加坡謀生，後再到馬來亞森美蘭芙蓉當錫礦場傭工。由於他勤勞負責，不久就被委派到霹靂怡保擔任錫礦場工頭。

## 商業鉅子
經過兩年儲蓄後，姚德勝改當小販。他開設“德和號雜貨商店”於怡保市，獲利頗豐。他也投資開採錫礦，再運用資本，收購礦山，並用採用式機器開採，錫產大增，令他成為錫業中的巨擘。
早年，位於近打河前段的舊街場是怡保最繁華的地區。因近打河流域盛產錫礦，所以這裡曾吸引不少下南洋的華人聚集到此地。1894年舊街場發生了一場大火，讓英殖民政府意識到舊街場已經發展已經飽和，所以開始開發位於對岸的新街場。然而新街場還是相當偏僻，很少人肯投資建設。於是姚德勝相應市政府的號召，在新街場建立了三百間店鋪。也奠定了怡保20世紀發展的雛形，為此霹靂州的英國參政司相當器重他，有什麼建設都先詢問姚德勝的意見。
後來越來越多人遷移到新街場，於是姚德勝便而捐獻出屬於他的（今八角樓遺址）地段作為人民巴剎（公市）用途，後由怡保市議會在原址搭建八角樓商業中心。該八角樓商業中心也是當時怡保市第一間多層式商業中心。
姚德勝也曾和華僑富商鄭景貴、陸佑等人合組公司開採錫礦，並承辦霹靂、森美蘭等州府的酒稅及典當稅，又大獲利。在他轄下礦務及酒、當稅務機構有數十個，員工有數千人。
在光緒18年，同是嘉應州人的黃遵憲擔任清廷駐新加坡總領事，也曾拜見過姚德勝，兩人一見如故。

## 返回中國
1910年，姚德勝返回老家定居。他捐資在家鄉創辦紡織廠。
民國三年德勝因病逝世，享年五十四歲。

## 會館社團
姚德勝曾提出創辦霹靂中華總商會、霹靂礦務農商總局等社團。他是霹靂州嘉應會館的主要創辦人和產業捐贈人，他也是雪隆嘉應會館的創辦人之一。

## 公益活動
姚德勝怡保地區華文教育發展亦相當支持。他是育才中小學的創辦人之一，並借出位於怡保拿乞路的三間店鋪作為育才中小學的校址，以解決華人子弟的教育問題。 他也曾斥資捐助應新和明德兩所學校。
1913年，姚德勝曾捐白銀十萬行將平遠中學。
姚德勝也捐款在中國家鄉的建設，如捐助受災的災民；創設太平義倉，廣施賑濟；創辦芝蘭小學，造就人才等等。
姚德勝曾大力資助由孫中山主導的辛亥革命運動。

## 家庭
姚德勝有八個妻子，十七個兒子和一個女兒。

## 封賜和紀念
光緒帝曾冊封姚德勝為“資政大夫”，以表揚他對家鄉的貢獻。
此外，姚德勝曾被英皇冊封“和平爵士”。由於曾資助辛亥革命運動，孫中山曾為他頒發“一等嘉禾勳章”。
霹靂州政府為紀念他的貢獻，特將當時新建的公市命名為姚德勝公市（也稱“八角樓”）。他們也將怡保的一條街道命名為“姚德勝街”（Jalan Yao Tet Shin）。
近年來，霹靂州政府有意在八角樓的遺址上新建八角大廈，而霹靂州政府也同意霹靂州中華總商會的提議，將把姚德胜街一帶規劃成為文化旅遊區。

## 二奶巷
姚德勝有八個妻子，皆是明媒正娶。他當年分別送了3條小巷的店鋪給大太太、二太太和三太太，讓她們成為業主收租。這三條小巷子也應而被稱為大奶巷、二奶巷和三奶巷。進年來因旅遊業而逐漸聞名”二奶巷”讓人誤以為是“包養小老婆”的地方。